# Ķegums
Ķegums ( výslovnost) je město v Lotyšsku a správní centrum stejnojmenného kraje. V roce 2010 zde žilo 2 487 obyvatel.